# Religia în România

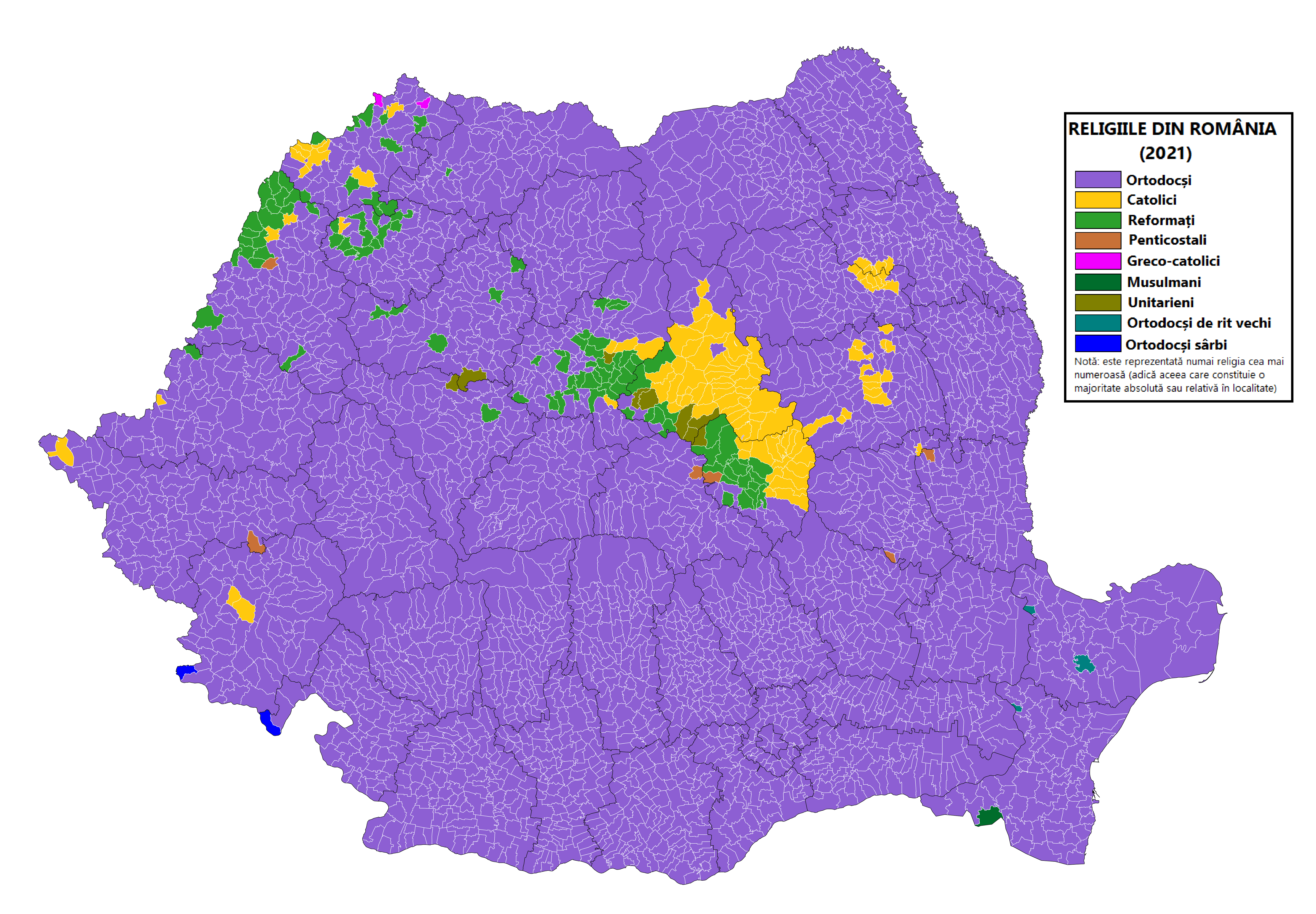
Religiile din România (2021)

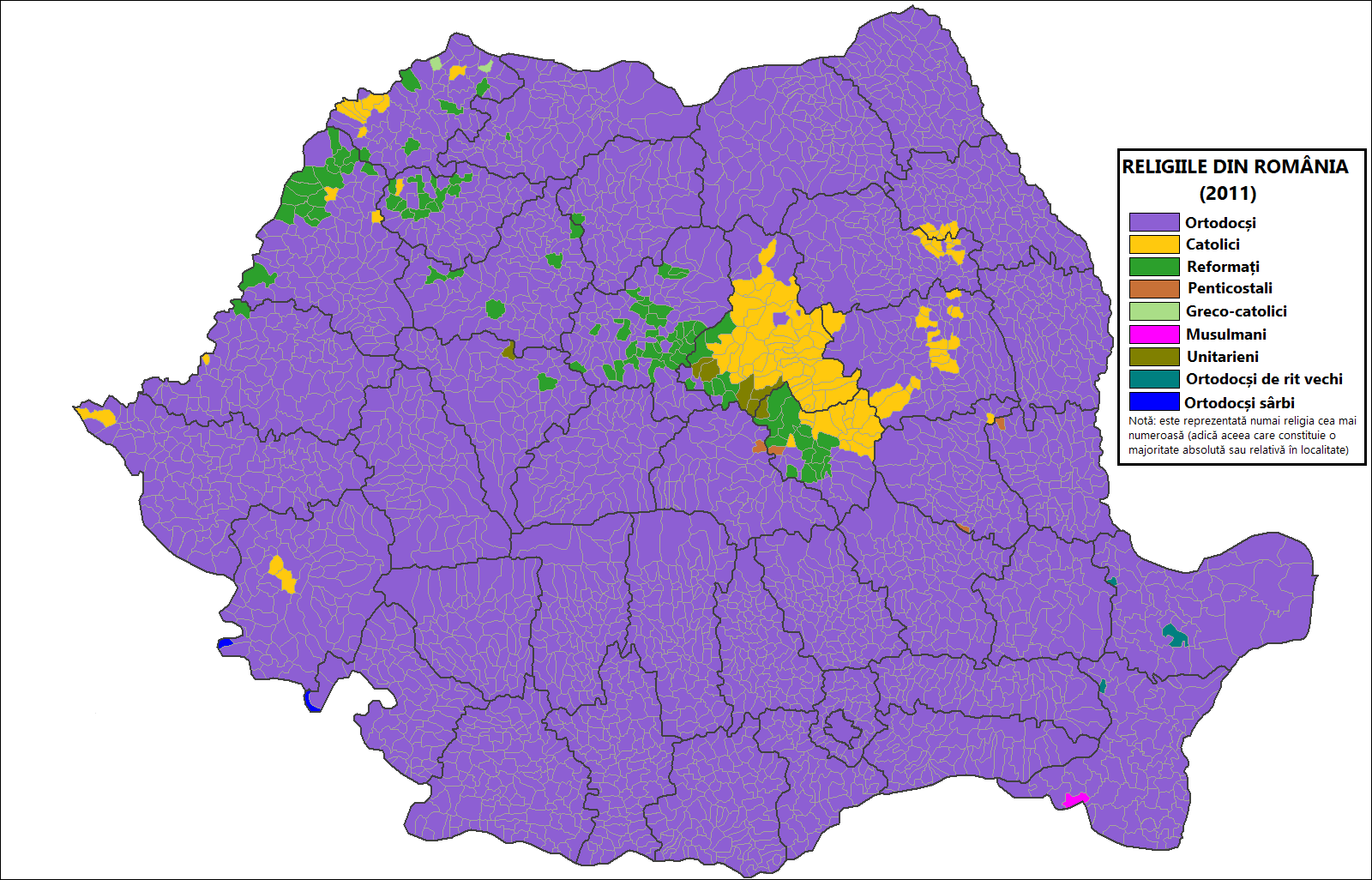
Religiile din România (2011)

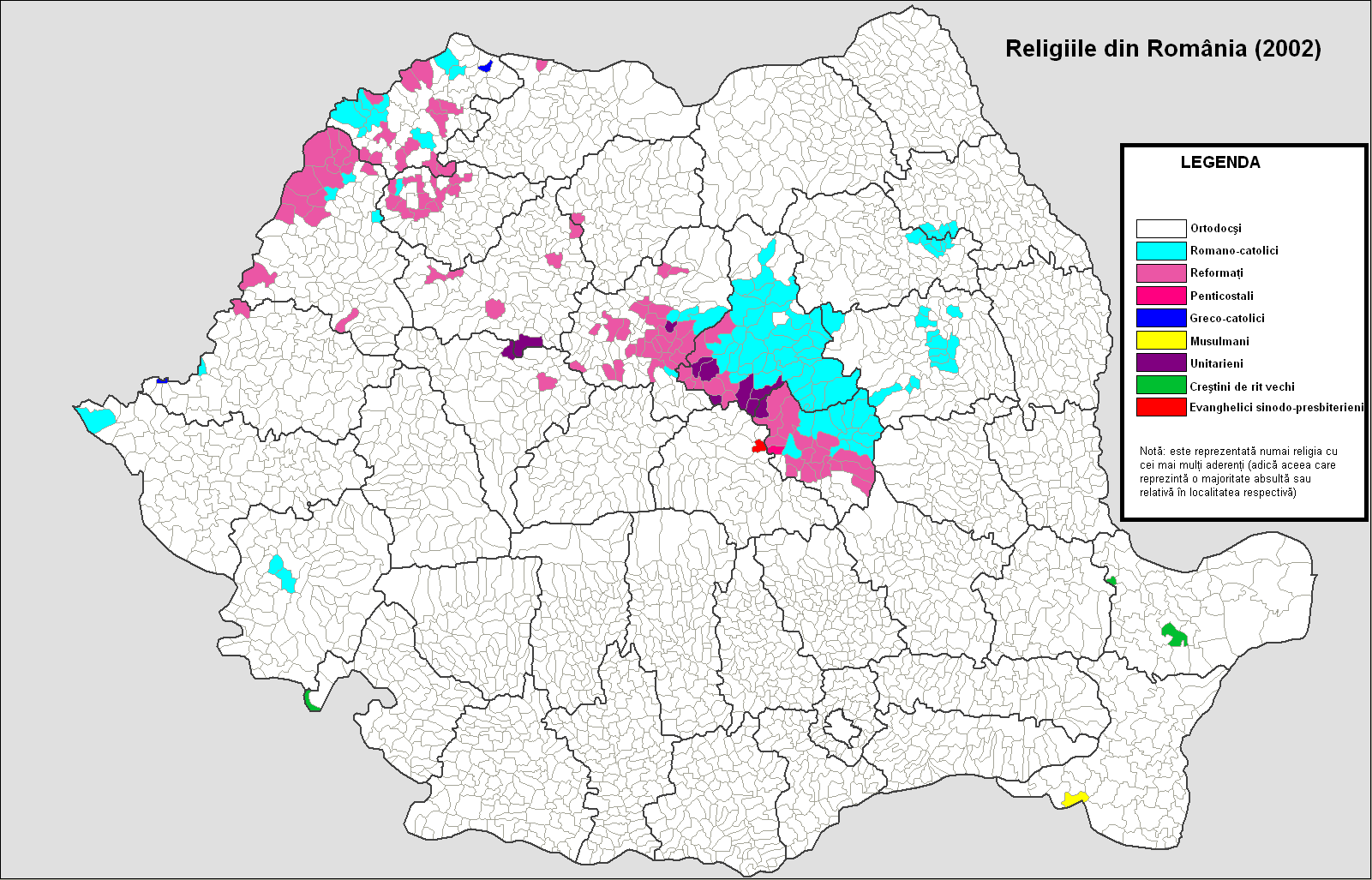
Harta religiilor (2002)

România nu are o religie de stat (conform art. 29 (5) din Constituția României, cultele religioase sunt autonome față de stat). Conform recensământului din 2011, 16.307.004 cetățeni, reprezentând 89,45% din populație, s-au declarat ortodocși, 870.774 s-au declarat romano-catolici (4,62% din populație), 600.932 reformați (3,19%), 362.314 penticostali (1,92%), 150.593 greco-catolici (0,8%), 112.850 baptiști (0,6%) ș.a.m.d. În Dobrogea, există o minoritate islamică (0,34%), compusă majoritar din turci și tătari. Există și un număr mic de atei (0,11%), agnostici, persoane care sunt nereligioase (0,1%) și persoane fără o religie declarată. Conform Annuario Pontificio, buletinul oficial al Sfântului Scaun, în aceeași perioadă, recensământul intern al Bisericii Catolice a numărat în România 1.193.806 credincioși romano-catolici (cu 165.405 persoane mai mult decât cele înregistrate de autoritățile române).
Potrivit unui studiu mondial, „Religiosity and Atheism Index”, realizat de institutul Gallup International, România se află în top 10 cele mai religioase țări din lume. Astfel, România se clasează pe locul șapte în lume, 89% din populație declarând că este religioasă, fiind singura țară din Uniunea Europeană care apare în top 10. Raportul mai arată că România este printre puținele țări în care numărul credincioșilor a crescut din 2005 până în 2012, de la 85% până la 89% persoane care se declară religioase.
În România sunt, la nivelul anului 2015, 18.436 de lăcașuri de cult. Din acestea, 14.765 sunt biserici, 359 de capele, 1.096 case de rugăciune, 47 de catedrale, 2 episcopii, 2 moschei, 76 de geamii, 286 de mănăstiri și 89 de sinagogi. În medie, anual, în România apar 90 de biserici noi.  După 1989 și până în prezent, bisericile ortodoxe s-au înmulțit cu aproximativ 2.000 de lăcașuri de cult în toată țara.
Finanțarea bugetară a statului român, destinată construirii și renovării de biserici, a fost de 130 de milioane de lei în anul 2014 și de 41,198 milioane de lei în anul 2015.

## Cadrul legal
În Principatul Transilvaniei, prin Edictul de la Turda din 1568, a fost aplicată pentru prima oară în Europa, „Declarația privitoare la toleranța religioasă”.
În prezent, viața religioasă în România se desfășoară conform principiului libertății credințelor religioase, principiu enunțat în articolul 29 din Constituția României, alături de libertatea gândirii și a opiniilor. Chiar dacă nu se definește explicit ca stat laic, România nu are nicio religie națională, respectând principiul de secularitate: autoritățile publice sunt obligate la neutralitate față de asociațiile și cultele religioase. Cetățenii sunt egali în fața legii și în fața autorităților publice, indiferent de convingerile religioase sau părerile despre lume și viață pe care le au. Cultele religioase sunt autonome față de stat, care însă trebuie să le sprijine. Tot conform Constituției, discriminările religioase, ca și incitarea la discriminare și promovarea urii religioase, sunt interzise.
Cadrul legal al funcționării cultelor religioase, așa cum era definit de decretul 177/1948, publicat în Monitorul Oficial nr. 178 din 4 august 1948, permitea imixtiunea masivă a statului comunist în chestiuni care privesc libertatea religioasă și de conștiință, chestiuni ce țin de viața privată a fiecăruia. Adoptarea unei noi legi a cultelor a fost întârziată de Biserica Ortodoxă Română, care a motivat atitudinea sa prin dorința de revenire la situația consacrată de Constituția României din 1923, când Biserica Ortodoxă Română și cea Română Unită cu Roma (Greco-Catolică) se bucurau de un statut privilegiat față de celelalte culte religioase. Biserica Ortodoxă Română mai cerea și ca înregistrarea unui nou cult să fie condiționată de adeziunea a cel puțin 0,5% din populația țării. În acest fel BOR urmărea obstrucționarea unor culte și grupări religioase, fapt ce contravine principiului libertății religioase. De curând, Biserica Ortodoxă Română a renunțat la aceste cerințe și a promovat adoptarea în regim de urgență a unui proiect controversat de lege a cultelor, care în opinia celorlalte culte avantajează BOR.
Calitatea de cult recunoscut de stat se dobândește prin hotărâre de guvern, la propunerea Ministerului Culturii și Cultelor, de către asociațiile religioase care îndeplinesc criterii de durabilitate, stabilitate și interes public. Criteriile au în vedere ca asociațiile religioase să fie constituite legal și să funcționeze pe teritoriul României de cel puțin 12 ani și ca membrii cetățeni români să reprezinte 0,1% din populația României conform ultimului recensământ. Pentru a dobândi statut juridic asociația religioasă trebuie să fie alcătuită din cel puțin 300 de persoane (0,000014% din populația României). Procedura de dobândire a acestui statut constă în înscrierea în Registrul asociațiilor religioase instituită la grefa judecătoriei din circumscripția teritorială unde își are sediul. Cererea de înscriere a asociației în Registrul asociațiilor religioase trebuie să fie însoțită de actul constitutiv, conținând denumirea asociației religioase, datele de identificare și semnăturile asociaților, sediul, patrimoniul inițial, statutul asociației religioase, actele doveditoare ale sediului și patrimoniului inițial, avizul consultativ al Ministerului Culturii și Cultelor și dovada privind disponibilitatea denumirii, eliberată de Ministerul Justiției.
Legea nr. 489/2006 privind libertatea religioasă și regimul general al cultelor reglementează o serie de principii definite în convențiile internaționale privind drepturile omului la care România este parte semnatară. Astfel, este garantată libertatea religioasă la nivel individual și colectiv, instituindu-se cadrul necesar afirmării acesteia. Legea afirmă neutralitatea statului român în raport cu toate cele 18 culte religioase recunoscute, oferind garanții în ceea ce privește autonomia lor față de stat. Prin lege se recunoaște rolul cultelor religioase ca parteneri sociali ai statului și ca furnizori de servicii sociale. Totodată, legea garantează egalitatea cultelor în fața legii și a autorităților publice.
Curtea Constituțională a României a decis la 12 noiembrie 2014 că dispozițiile Legii învățământului nr. 84/1995 și ale Legii educației naționale nr. 1/2011 care prevăd că „la solicitarea scrisă a elevului major, respectiv a părinților sau a tutorelui legal instituit pentru elevul minor, elevul poate să nu frecventeze orele de religie” sunt neconstituționale. Argumentația Curții pornește de la ideea că cel care vrea să facă ceva trebuie să ceară acel lucru, și nu cel care nu vrea. Prin urmare, înscrierea din oficiu a elevilor la ora de religie încalcă dreptul la libertatea conștiinței. De aceea, „părinții care vor să își înscrie copiii la materia Religie trebuie să depună o cerere”, materia nemaifiind obligatorie.

## Religii și culte religioase
La recensământul din 2011 au fost înregistrate 18 religii și culte religioase. Predominantă este cea ortodoxă (16.307.004 din 20.121.641 de persoane), urmată de cea romano-catolică (870.774).

### Ortodoxie
România este a patra țară din lume ca număr de ortodocși: 18.750.000 de credincioși, adică 7,2% din numărul total de ortodocși.
Deși majoritatea populației României este de confesiune ortodoxă, procentul credincioșilor practicanți este mult mai mic. Astfel, conform studiului „Religie și comportament religios” condus de Fundația Soros România, doar 59% dintre ortodocși se roagă frecvent. De asemenea, puțin peste jumătate merg cel puțin o dată pe lună la biserică și aproape 40% numai la sărbătorile importante.

### Catolicism

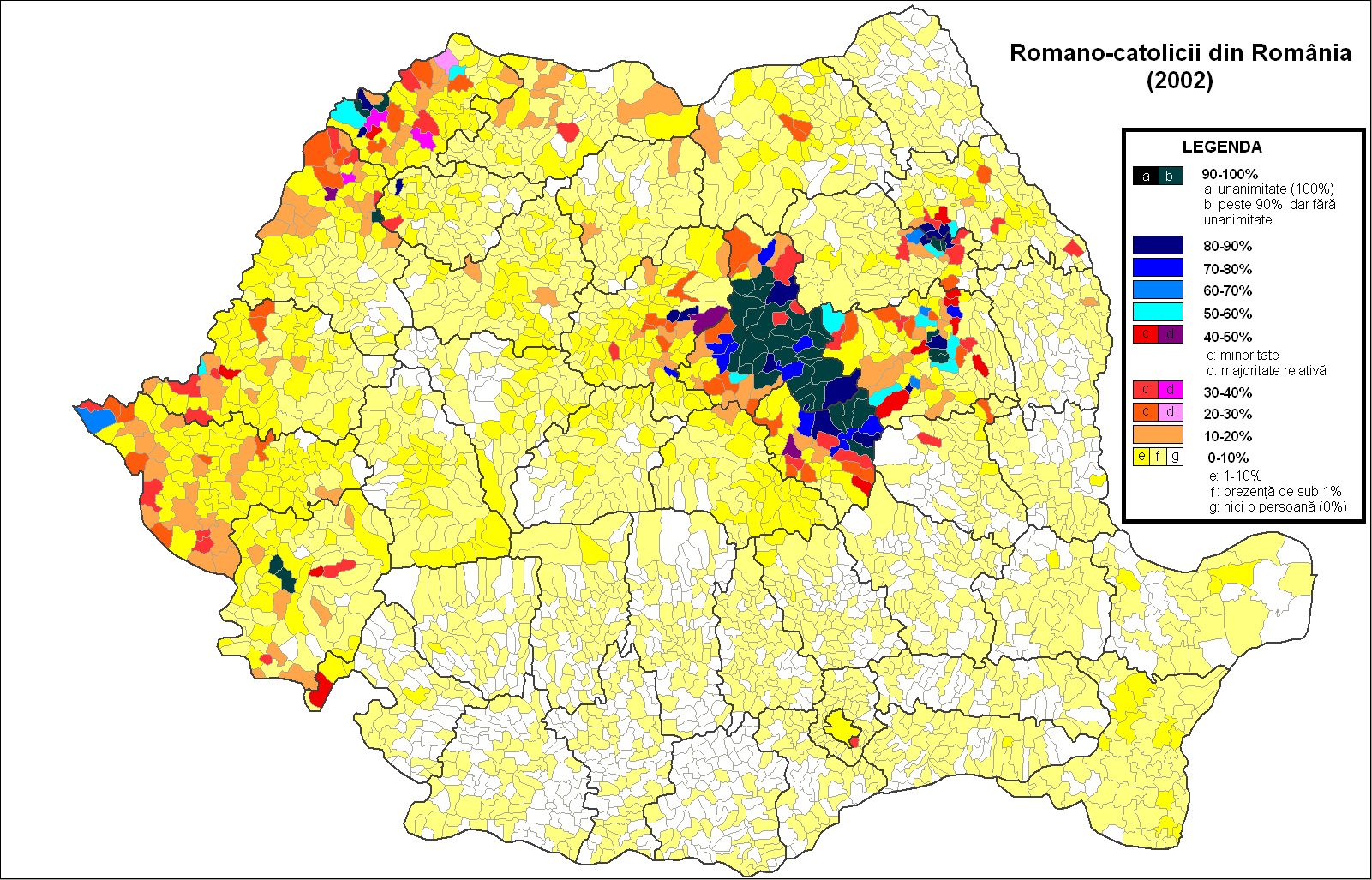
Distribuția romano-catolicilor în România (2002)

Biserica Romano-Catolică numără în prezent 1.026.429 credincioși, dintre care 587.033 sunt maghiari, 345.557 români, 36.040 germani, 11.580 slovaci, iar restul de altă naționalitate. Biserica dispune de 646 parohii și de circa 1.000 biserici și capele în care slujesc circa 800 preoți. 
Recensământul populației efectuat în anul 2002 a evidențiat existența a 191.556 credincioși greco‑catolici, din care 61,8% locuiesc în mediul urban, iar 38,2% în mediul rural. Marea majoritate a credincioșilor sunt români, dar există și 19.654 credincioși de limbă maghiară și 1.721 de limbă ucraineană. Biserica cuprinde cinci dieceze, trei vicariate, 75 de protopopiate (din care multe nu au personal încadrat), 763 de parohii și 761 preoți.

### Islam

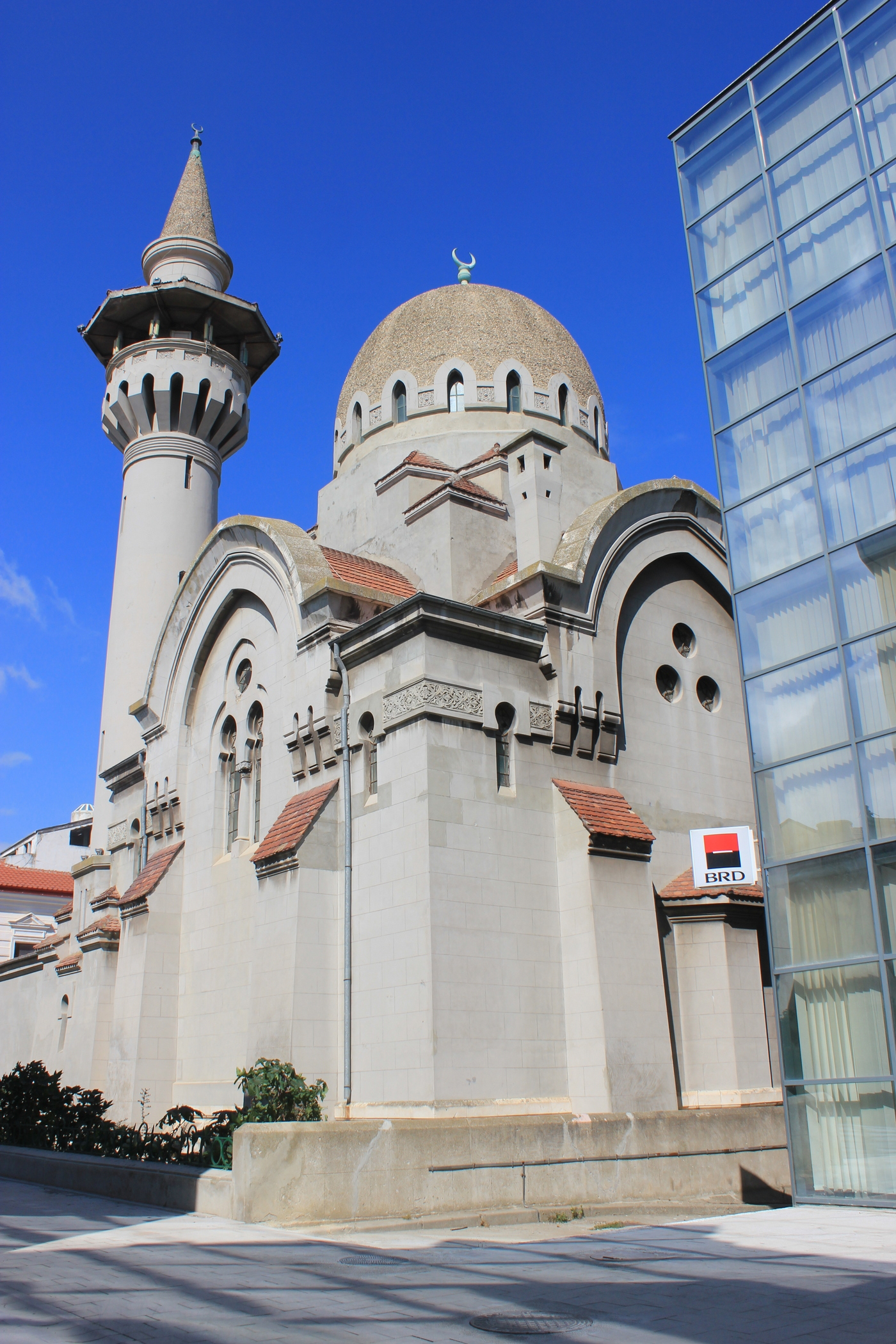
Moscheea Carol I din Constanța, cea mai mare din țară

În România, 0,3% din populația țării este de confesiune islamică. Cei mai mulți dintre musulmanii din România sunt sunniți. Județul românesc cu cei mai mulți musulmani este Constanța, unde trăiesc circa 85% dintre musulmanii din România. Următorul în top este județul Tulcea, unde se află alte 12 procente. Restul de musulmani locuiesc în orașe ca București, Brăila, Călărași, Galați, Giurgiu, Drobeta-Turnu Severin. Etnic, cei mai mulți sunt tătari, urmați de turci, albanezi, rromi musulmani și imigranți din Orientul Mijlociu și din Africa. Lăcașurile de rugăciune musulmane din România sunt de două categorii: geamia (moscheea) și mesgidul. În total sunt 77 lăcașuri de cult, dintre care Moscheea Carol I, 74 de geamii și trei mesgiduri.

### Iudaism

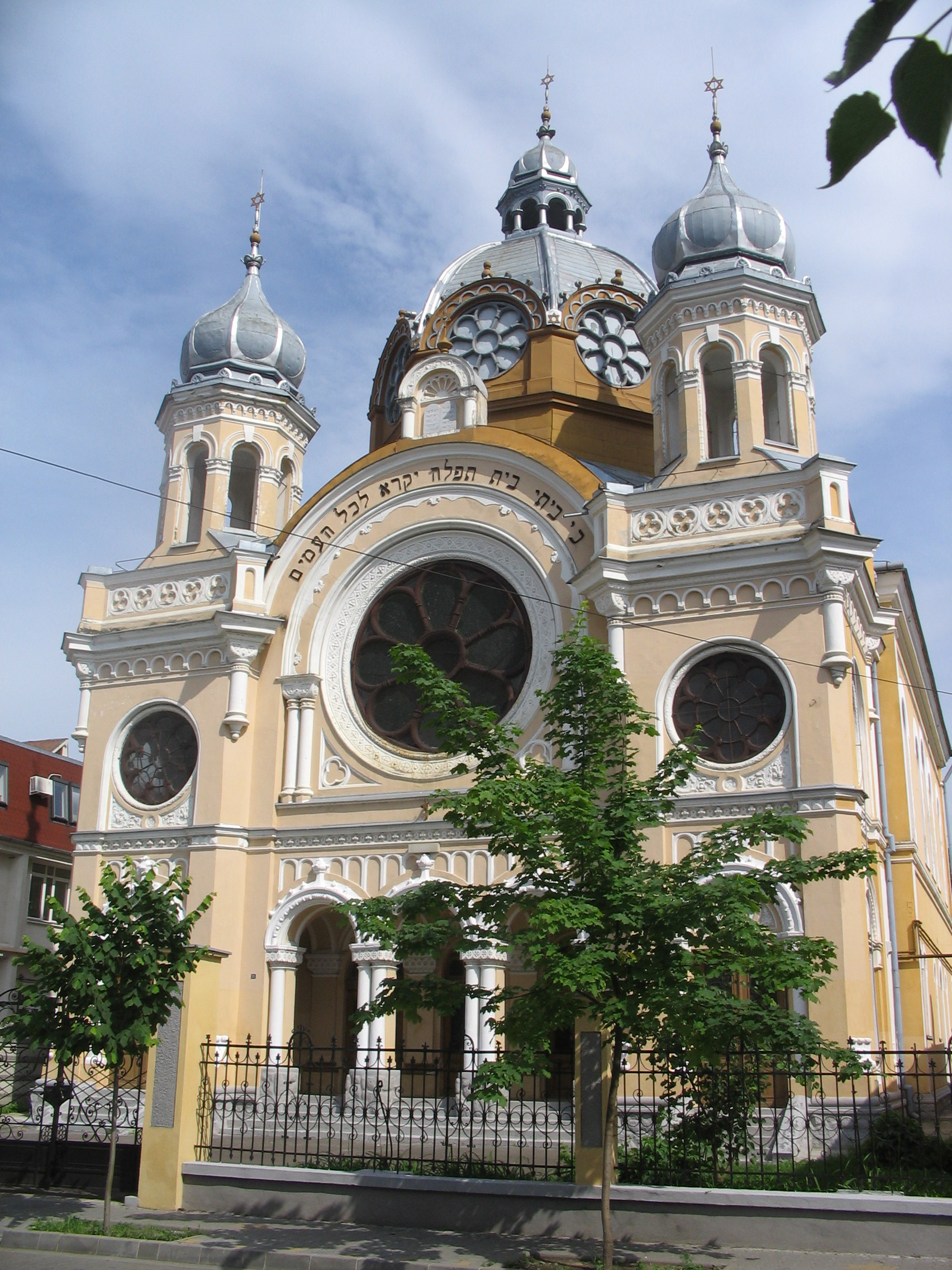
Sinagoga din Târgu Mureș

Ca urmare a Holocaustului, dar și a politicii regimului comunist de încurajare a emigrării masive a evreilor români spre Israel, comunitatea evreiască din România s-a restrâns în mod dramatic.
Credincioșii cultului mozaic, în număr de cca. 6.000, conform recensământului din 2002, sunt organizați în 78 de comunități și obști, răspândite în București și în 30 de județe. Cele mai importante comunități se află în București, Timișoara, Iași, Cluj-Napoca, Galați, Bacău, Arad, Baia Mare, Botoșani, Brașov, Deva, Târgu Mureș etc. Pe teritoriul României există un număr de 124 temple, sinagogi și case de rugăciune, din care în 23 se oficiază zilnic.

### Budism
Cele mai importante confesiuni budiste care au început să fie practicate și în România sunt budismul Zen, budismul tibetan, al cărui lider este Dalai Lama, budismul Theravada și budismul Shin. Singurul templu Zen din țară se află în cartierul Dristor din București. În 2009 s-a deschis la Dealu Viilor (comuna Moșoaia, județul Argeș) primul centru de budism tibetan din România. De asemenea, există și templul Amida-ji al școlii Jōdo Shinshū de lângă Craiova.

### Ateism
Numărul ateilor din România aproape că s-a triplat în ultimul deceniu. Dacă la recensământul din 2002 erau 8.524 de atei, după recensământul din 2011 numărul lor a ajuns la 21.196. Cea mai mare concentrație se află în zona București-Ilfov (aproape 8.000 de atei) și în general în zonele bogate ale țării (Ardeal, Banat), iar cea mai mică – în Oltenia (750), Dobrogea și zonele sărace ale Munteniei (Teleorman, Călărași, Ialomița).
Înainte de recensământul din octombrie 2011, Asociația Secular-Umanistă a derulat o campanie prin care s-a încercat promovarea unui recensământ corect, în cadrul căruia persoanele care se consideră atee să aibă încredere în selectarea acestei opțiuni. Conform ASUR, sondajele European Values Survey (1999) și World Values Survey (2005) arată că procentul real al celor care se declară atei este de minimum 6–7% din populație, de 60–70 de ori mai mult decât rezultă din recensământul efectuat în 2002. În „The Cambridge Companion to Atheism” (2006), Phil Zuckerman înaintează cifra de 4%. Un sondaj din 2014 condus de WIN/Gallup International Association arată că 16% dintre români nu sunt religioși și doar 1% sunt atei convinși.
Potrivit studiului „Religie și comportament religios”, ateii români sunt un grup foarte tânăr și cu un nivel de educație simțitor mai ridicat decât media națională: 53% dintre atei au sub 30 de ani, iar 33% dintre ei au absolvit studii superioare.

### Păgânism

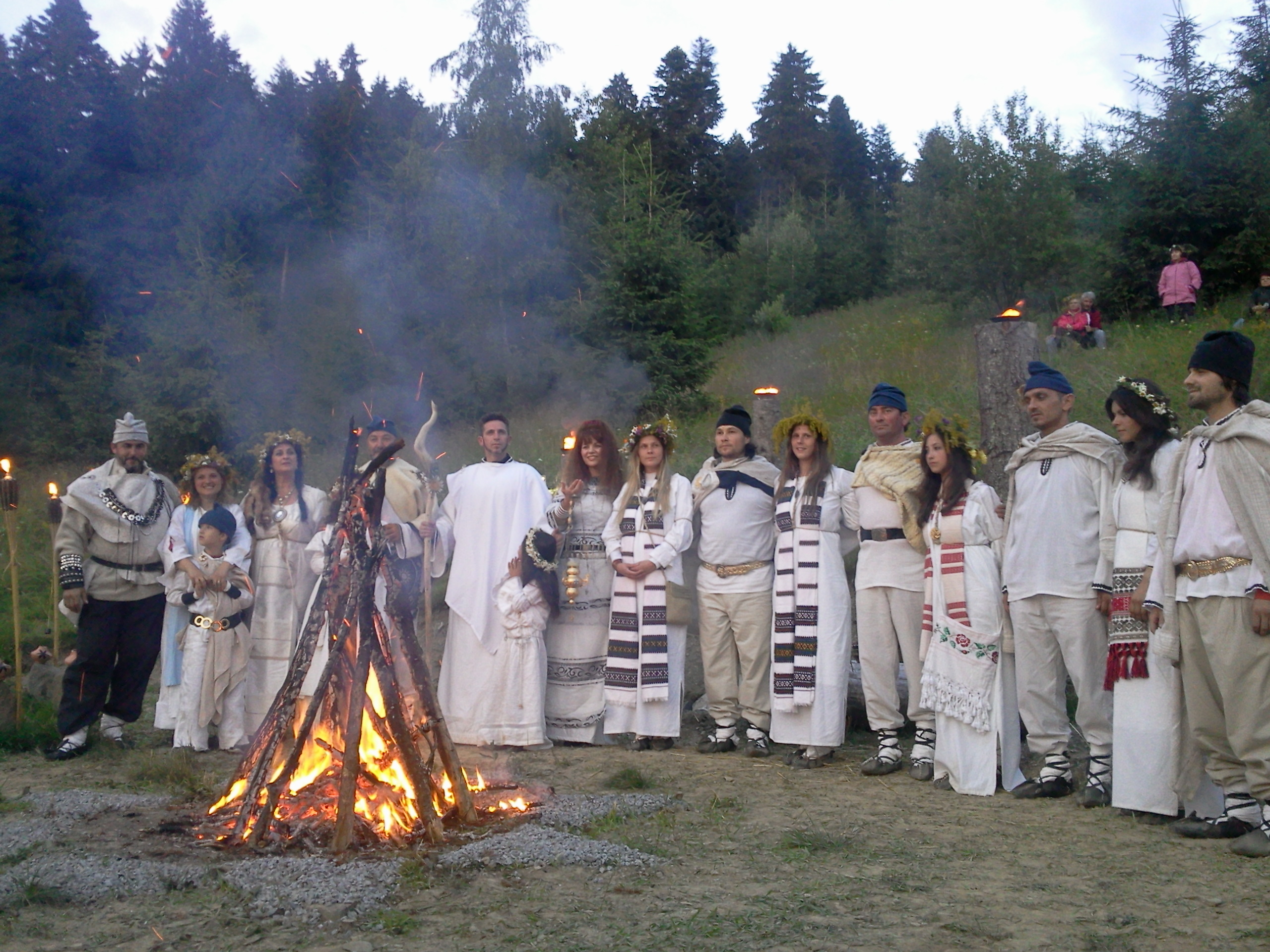
Rit de incendiu zalmoxian

Grupurile neopăgâne au apărut în România în ultimul deceniu, practic toate fiind etnice păgâne ca în celelalte țări din Europa de Est  deși sunt încă mici în comparație cu alte mișcări precum Ősmagyar Vallás în Ungaria și Rodnovery în Europa slavă.
Religia etnică a românilor se numește zalmoxianism și se bazează pe surse mitologice tracice, cu accent pe figura lui Zalmoxis .  Unul dintre cele mai proeminente grupuri Zalmoxian este Asociatia Gebeleizis (română Societatea Gebeleizis).  
În același timp, în România există o organizație păgână recunoscută: Asociația THE NEW PAGAN DAWN Arhivat în 22 aprilie 2020, la Wayback Machine.  , ce încearcă să apere drepturile comunitatii păgâne din România și să reprezinte vocea acesteia.

### Alte religii
Un cult relativ nou este cel al martorilor lui Iehova, bine reprezentat la nivel național. Potrivit JW.org, 40.398 de români sunt practicanți ai acestui cult.
Ortodocșii pe stil vechi (a nu se confunda cu creștinii pe rit vechi, sau lipoveni) reprezintă aproximativ 2,60% din populație, cu peste 500.000 de adepți în 2010. În România există 156 biserici pe stil vechi (96 de mir, 60 mănăstiri/schituri). 
Ortodocșii sârbi sunt bine reprezentați în județul Timiș și în localitățile de la granița cu Serbia. La recensământul din 2011, 14.000 de oameni se declarau ortodocși sârbi.
Potrivit Association of Religion Data Archives, la nivelul anului 2005, cultul Bahá'í număra în România 1.869 de adepți. Alte surse indică 7.000 de adepți Bahá'í, români și străini, la nivel național, dintre care 400 doar în București. Adunarea Spirituală Națională supraveghează treburile administrative ale Bahá'ílor din România.

## Atitudini față de religie și biserică
Românii sunt unii dintre cei mai religioși și superstițioși europeni, dar au și unul dintre cele mai mari deficite de cunoaștere științifică – doar unul din zece români dispune de o cultură științifică consolidată și activă. Românii declară în proporție de 96% că cred în Dumnezeu, 89% cred că există suflet, același procent susține credința în păcat, 85% cred în îngeri, 75% în rai. De asemenea, 66% cred în diavol și în iad, iar 64% cred în viața după moarte. Studiile arată că 70% dintre românii fac donații la biserică, cu sume care ajung și la peste 200 de lei, în cazul a 11% dintre credincioși. În ceea ce privește rolul Bisericii, 86% sunt de acord că Biserica oferă răspunsuri pentru nevoile spirituale ale oamenilor, 76% cred că aceasta oferă răspunsuri pentru problemele morale, 72% pentru problemele din viața de familie, 61% pentru problemele tinerilor, iar 59% pentru problemele sociale.
Credințele religioase ale românilor sunt mai degrabă conservatoare: cred mai mult în creație și în adevărul divin și mai puțin în adevărul științific, considerând că biserica este cea care are acces la acest adevăr și trebuie ascultată. Credințele conservatoare nu sunt asociate cu intoleranța religioasă, românii dovedind atitudini mai degrabă flexibile în acest sens:
- trei sferturi consideră că pot fi credincioși și cei care nu merg la biserică;
- peste 70% consideră că fiecare religie are dreptate în felul său;
- 56% consideră că nu trebuie pedepsiți toți cei care nu respectă legile lăsate de Dumnezeu.

Deși au încredere în Biserică, românii nu o vor amestecată în politică. În timp ce 73% dintre cetățenii români spun că au încredere multă sau foarte multă în Biserică, 81% dintre români nu sunt de acord ca preoții să sfătuiască oamenii cu cine să voteze.
Un sondaj INSCOP arată că 37,8% dintre românii care se declară religioși merg la biserică doar la marile sărbători, 25,4% o dată pe săptămână (mai ales duminica), 18,9% o dată pe lună, 10,2% o dată pe an sau mai rar, 3,4% declară că nu merg la biserică, 2,7% de câteva ori pe săptămână și doar 0,9% spun că merg zilnic la biserică. Tinerii au tendința să meargă la biserică doar la cele mai importante sărbători religioase, în timp ce adulții tind să aibă mai mult o frecvență săptămânală. Totodată, 83% dintre români spun că respectă zilele de duminică și sărbătorile religioase, 74,6% se închină atunci când trec pe lângă o biserică, 65,6% spun că se roagă în mod regulat și 60,2% afirmă că își sfințesc obiectele personale, casa, mașina, iar 53,6% dintre români contribuie periodic cu bani la biserică. În altă ordine de idei, 39,4% dintre români spun că apelează la preot atunci când au necazuri, 34,9% dintre ei se spovedesc periodic, iar 29,6% postesc în mod regulat. Potrivit aceleiași surse, 44,8% dintre români au încredere în preoți, 42,4% cred în miracole, 31,2% cred în deochi, 25,5% cred în blesteme, 23,8% cred în horoscop, 15,6% cred în extratereștri și 15,3% – în vrăjitorie.
Un sondaj IRES din 2016 relevă că 58% dintre români au încredere în Biserică, comparativ cu 2003, când cota era la 90%, așadar o scădere de 32 de procente. Este cel mai mic procent raportat de când se fac astfel de măsurători în România.

## Libertatea religioasă
În raportul Departamentului de Stat al SUA privind libertatea religioasă în România se menționează că atât Constituția, cât și legile garantează libertatea religiei și includ prevederi privind protecția minorităților religioase. Legile asigură grupărilor religioase sprijinul statului și acces în armată, spitale, aziluri de bătrâni, penitenciare și orfelinate.
Departamentul de Stat notează că în 2015 s-au raportat încercări ale autorităților locale, adesea sub influența clerului ortodox, de a îngreuna accesul în cimitire al grupurilor religioase neortodoxe. Retrocedarea proprietăților greco-catolice confiscate de guvernul comunist în 1948 și transferate Bisericii Ortodoxe Române a rămas de asemenea o problemă. Deși Constituția garantează libertatea religioasă, guvernul exercită o influență considerabilă asupra vieții religioase, prin legi și decrete. Condițiile de înregistrare și recunoaștere impuse de guvern continuă să creeze dificultăți minorităților religioase. Nu există nicio lege împotriva prozelitismului și nicio menționare clară a activităților ce sunt considerate acte de prozelitism.

## Evoluție istorică
|                               | Religii și culte religioase                  | 1992       | 2002       | 2011       | 2021       |
| ----------------------------- | -------------------------------------------- | ---------- | ---------- | ---------- | ---------- |
| Culte creștine tradiționale   | Biserica Ortodoxă Română                     | 19.802.389 | 18.817.975 | 16.307.004 | 14.025.064 |
| Culte creștine tradiționale   | Biserica Romano-Catolică                     | 1.161.942  | 1.026.429  | 870.774    | 741.504    |
| Culte creștine tradiționale   | Biserica Greco-Catolică                      | 223.327    | 191.556    | 150.593    | 115.457    |
| Culte creștine tradiționale   | Biserica Ortodoxă de Stil Vechi              | 32.228     | –          | –          |            |
| Culte creștine tradiționale   | Biserica Ortodoxă Rusă de Rit Vechi          | 28.141     | 38.147     | 32.558     | 28.362     |
| Culte creștine tradiționale   | Biserica Ortodoxă Sârbă                      | –          | –          | 14.385     | 17.059     |
| Culte creștine tradiționale   | Biserica Apostolică Armeană                  | 2.023      | 775        | 393        | 806        |
| Culte creștine tradiționale   | Biserica Reformată                           | 802.454    | 701.077    | 600.932    | 495.433    |
| Culte creștine tradiționale   | Biserica Unitariană                          | 76.708     | 66.944     | 57.686     | 47.992     |
| Culte creștine tradiționale   | Biserica Evanghelică de Confesiune Augustană | 39.119     | 8.716      | 5.399      | 3.739      |
| Culte creștine tradiționale   | Biserica Evanghelică-Luterană                | 21.221     | 27.112     | 20.168     | 20.026     |
| Culte creștine neoprotestante | Uniunea Penticostală                         | 220.824    | 324.462    | 362.314    | 404.475    |
| Culte creștine neoprotestante | Uniunea Baptistă                             | 109.462    | 126.639    | 112.850    | 103.213    |
| Culte creștine neoprotestante | Biserica Adventistă de Ziua a Șaptea         | 77.546     | 93.670     | 80.944     | 65.861     |
| Culte creștine neoprotestante | Biserica Creștină după Evanghelie            | 49.963     | 44.476     | 42.495     | 36.374     |
| Culte creștine neoprotestante | Biserica Evanghelică Română                  | –          | 18.178     | 15.514     | 7.690      |
| Culte creștine neoprotestante | Organizația Religioasă „Martorii lui Iehova” | –          | –          | 49.820     | 43.340     |
| Altele                        | Cultul Musulman                              | 55.928     | 67.257     | 64.337     | 58.347     |
| Altele                        | Cultul Mozaic                                | 9.670      | 6.057      | 3.519      | 2.708      |
| Altele                        | Altă religie                                 | 56.129     | 89.196     | 30.557     | 23.956     |
| Altele                        | Fără religie                                 | 26.314     | 12.825     | 18.917     | 71.430     |
| Altele                        | Atei                                         | 10.331     | 8.524      | 20.743     | 57.229     |
| Altele                        | Nedeclarată                                  | 8.139      | 11.734     | –          |            |
| Altele                        | Indisponibil                                 | –          | –          | 1.259.739  | 2.658.165  |
| Altele                        | Agnosticism                                  |            |            |            | 25.485     |

## Recensământ (date din 2022)
Rezultatele parțiale ale recensământului din 2021
     Creștin-ortodocși (73,86%)
     Protestanți (5,97%)
     Catolici (4,5%)
     Alte religii (0,93%)
     Fără religie (0,37%)
     Atei (0,3%)
     Agnostici (0,13%)
     Au refuzat să răspundă (9%)
     Date lipsă (4,94%)
| \| Religia în România (recensământ 2022)[56] \| Religia în România (recensământ 2022)[56] \| Religia în România (recensământ 2022)[56] \| Religia în România (recensământ 2022)[56] \| Religia în România (recensământ 2022)[56] \| \| -------------------------------------------------------------------------- \| -------------------------------------------------------------------------- \| ----------------------------------------- \| ----------------------------------------- \| ----------------------------------------- \| \| religie \| \| \| procentaj \| \| \| ortodocși \| ortodocși \| \| 73.86% \| 73.86% \| \| catolici \| catolici \| \| 3.89% \| 3.89% \| \| reformați \| reformați \| \| 2.60% \| 2.60% \| \| penticostali \| penticostali \| \| 2.12% \| 2.12% \| \| greco-catolici \| greco-catolici \| \| 0.61% \| 0.61% \| \| baptiști \| baptiști \| \| 0.54% \| 0.54% \| \| adventiști \| adventiști \| \| 0.35% \| 0.35% \| \| musulmani \| musulmani \| \| 0.31% \| 0.31% \| \| alte religii \| alte religii \| \| 1.13% \| 1.13% \| \| atei și agnostici \| atei și agnostici \| \| 0.43% \| 0.43% \| \| nereligioși \| nereligioși \| \| 0.37% \| 0.37% \| \| fie nu și-au declarat religia, fie au fost recenzați indirect (date lipsă) \| fie nu și-au declarat religia, fie au fost recenzați indirect (date lipsă) \| \| 13.94% \| 13.94% \| \| nu și-au declarat religia \| nu și-au declarat religia \| \| 9% \| 9% \| |                                                                            |  |           |        |
| Religia în România (recensământ 2022) |                                                                            |  |           |        |
| religie |                                                                            |  | procentaj |        |
| ortodocși | ortodocși                                                                  |  | 73.86%    | 73.86% |
| catolici | catolici                                                                   |  | 3.89%     | 3.89%  |
| reformați | reformați                                                                  |  | 2.60%     | 2.60%  |
| penticostali | penticostali                                                               |  | 2.12%     | 2.12%  |
| greco-catolici | greco-catolici                                                             |  | 0.61%     | 0.61%  |
| baptiști | baptiști                                                                   |  | 0.54%     | 0.54%  |
| adventiști | adventiști                                                                 |  | 0.35%     | 0.35%  |
| musulmani | musulmani                                                                  |  | 0.31%     | 0.31%  |
| alte religii | alte religii                                                               |  | 1.13%     | 1.13%  |
| atei și agnostici | atei și agnostici                                                          |  | 0.43%     | 0.43%  |
| nereligioși | nereligioși                                                                |  | 0.37%     | 0.37%  |
| fie nu și-au declarat religia, fie au fost recenzați indirect (date lipsă) | fie nu și-au declarat religia, fie au fost recenzați indirect (date lipsă) |  | 13.94%    | 13.94% |
| nu și-au declarat religia | nu și-au declarat religia                                                  |  | 9%        | 9%     |